# Okres Mirditë
Okres Mirditë (albánsky Rrethi i Mirditës) je okres v Albánii v kraji Lezhë. Má 37 000 obyvatel (2004, odhad) a jeho rozloha je 867 km². Nachází se na severu země a jeho hlavním městem je Rrëshen. Dalšími městy v okrese jsou Kurbnesh a Rubik.